# Tryfon Hluchavka
Tryfon Hluchavka (jiný český překlad Klaus Kalkulus, původně francouzsky Tryphon Tournesol, anglicky Cuthbert Calculus), též známý jako profesor Hluchavka, je fiktivní postava z belgické komiksové série o reportéru Tintinovi. Tryfon Hluchavka je bláznivý a hluchý profesor a vynálezce. Poprvé se objevil v díle Poklad Rudého Rackhama, kde nabídl Tintinovi ponorku. Hluchavka původně vadil kapitánu Haddockovi kvůli tomu, že má velmi špatný sluch, ačkoliv on sám si to neuvědomuje. Profesor Hluchavka stále chodí se svým nerozlučným kyvadýlkem a často se domnívá, že je v okolí hrobka či něco podobného. Občas dostane Tintina a kapitána Haddocka do pořádných problémů, podobně jako v komiksu 7 křišťálových koulí nebo v komiksu Případ Hluchavka.